# 그레모리

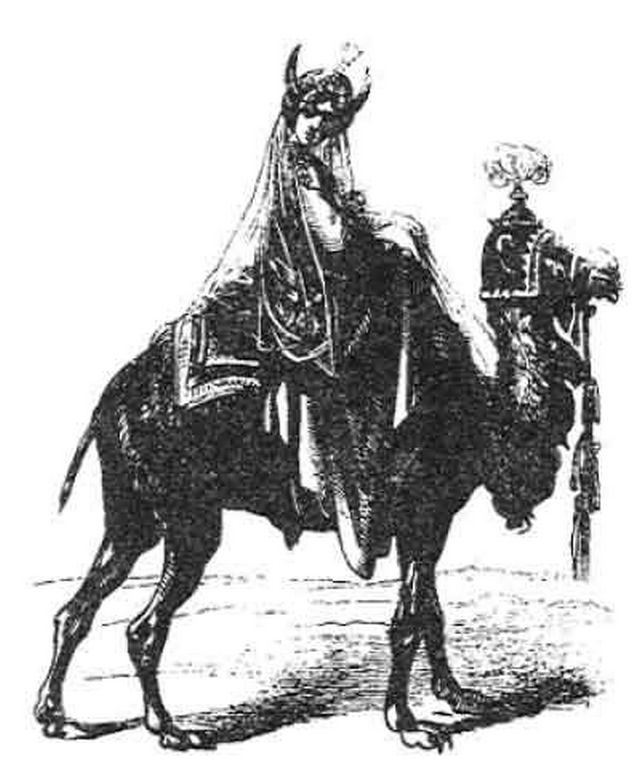

그레모리(Gremory)는 악마학에서 26개 악마군단을 지휘하는 지옥의 공작이다. 솔로몬 왕의 소열쇠에 명시된 악마들중 유일한 여성으로 과거, 현재, 미래의 모든 숨은 보물에 대해 말해주며, 여자의 사랑을 얻게 해준다고 한다. 온화하고 선한 성격으로도 알려져 있다.
공작부인의 보관을 쓰고 허리에 끈을 두르고 낙타를 탄 붉은머리의 아름다운 여성의 모습으로 나타나기도 한다.

## 참고 문헌
- S. L. MacGregor Mathers, A. Crowley, The Goetia: The Lesser Key of Solomon the King (1904). 1995 reprint: ISBN 0-87728-847-X.